# 千日回峰行 (比叡山)

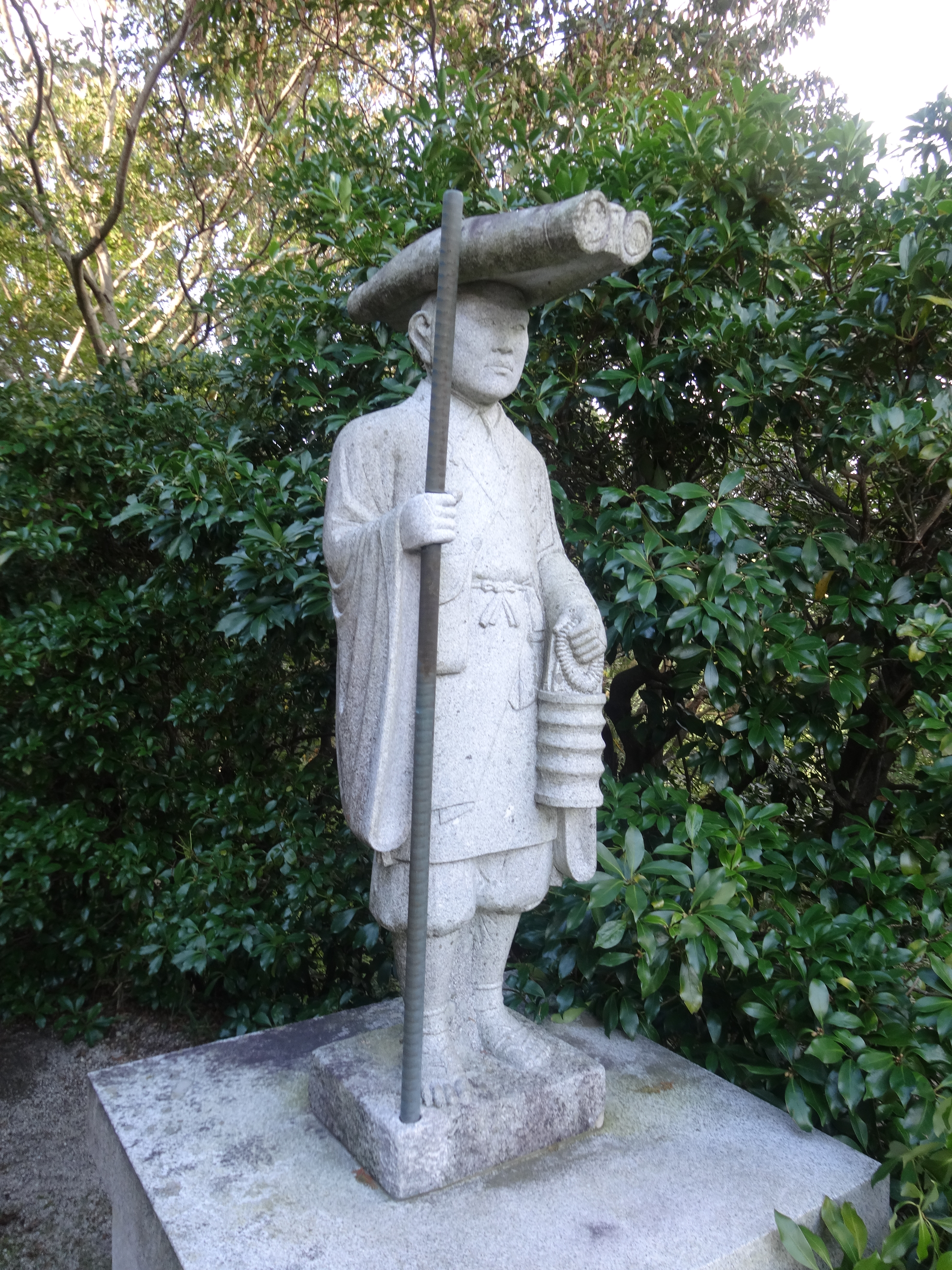
千日回峰行の祖、相応和尚像（無動寺）

千日回峰行（せんにちかいほうぎょう）とは、滋賀県と京都府にまたがる比叡山山内で行われる、天台宗の回峰行の一つである。満行者は「北嶺大先達大行満大阿闍梨」と称される。
「千日」と言われるが実際に歩む日数は「975日」である。「悟りを得るためではなく、悟りに近づくために課していただく」ことを理解するための行である。

## 概要

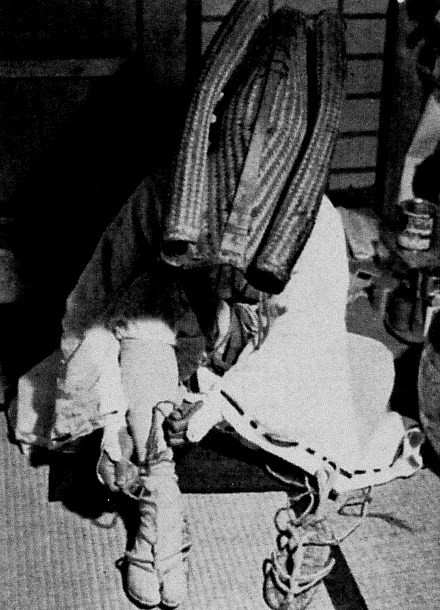
行者の服装（1954年7月発行の国際文化情報社「国際文化画報」より）

まず、先達から戒を受けて作法と所作を学んだのちに「回峰行初百日」を行う。初百日を満行後に立候補し、先達会議で認められた者が千日回峰行に入る。その後7年の間、3年目までは1年あたり100日間連続で、4、5年目は1年あたり200日間連続で比叡の峰々を歩く。
無動寺での勤行のあと、深夜2時に出発する。真言を唱えながら東塔、西塔、横川、日吉大社と260箇所を礼拝しながら、約30kmを平均6時間で巡拝する。
途中で行を続けられなくなったときは自害することとなっており、そのための「死出紐」と、降魔の剣（短剣）、三途の川の渡り賃である六文銭、埋葬料10万円を常時携行する。
未熟であることを示すいまだ開き切らない蓮の葉をかたどった笠をかぶり、白装束、草鞋履きで行う。

### 堂入り

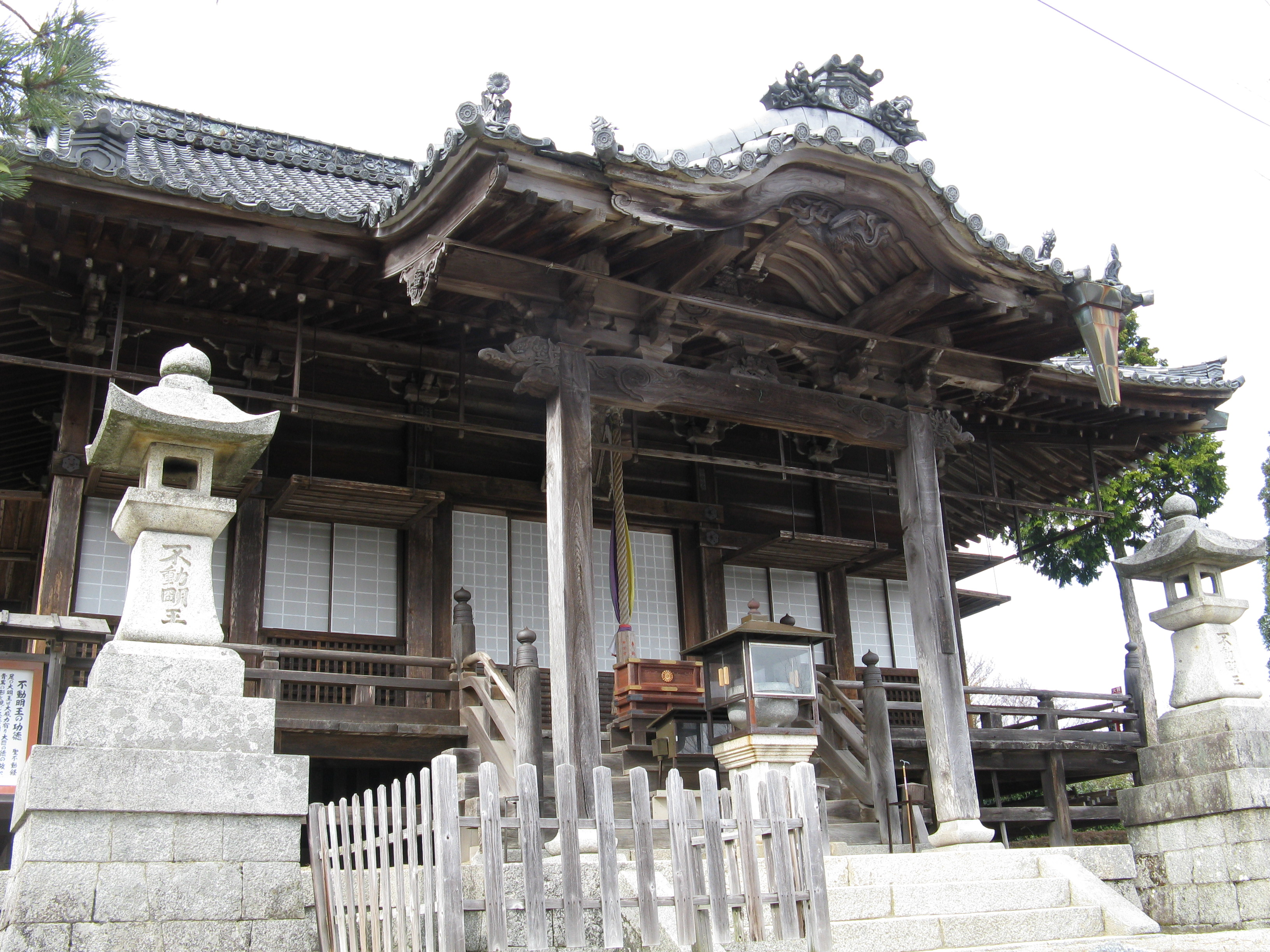
無動寺明王堂

5年700日の回峰行を満行すると、最も過酷とされる「堂入り」が行われる。
行者は入堂前に生前葬となる「生き葬式」を執り行い、無動寺明王堂で足かけ9日かけて断食・断水・不眠・不臥の四無行に入る。堂入り中は明王堂に五色の幔幕が張られ、行者は日に三度の勤行を修する以外はひたすらに不動明王の真言を唱え続ける。ただし、毎晩深夜2時には堂を出て、近くの閼伽井で閼伽水を汲み、堂内の不動明王にこれを供えなければならない。水を汲みに出る以外は、堂中で10万遍の不動真言を唱え続ける。
堂入りを満行し「堂さがり」すると、行者は生身の不動明王ともいわれる阿闍梨となり、信者達の合掌で迎えられる。これより行者は自分のための自利行から、衆生救済の利他行に入る。
6年目はこれまでの行程に京都の赤山禅院への往復が加わり、1日約60kmの行程を100日間続ける。
7年目は200日間行い、はじめの100日間は全行程84kmの京都大回りで、後半100日間は比叡山中30kmの行程に戻る。

### 満行後
満行者は京都御所に土足参内し、加持祈祷を行う。京都御所内は土足厳禁だが満行者のみ特別に許される。これは、回峰行を創始した相応和尚が草鞋履きで参内したところ文徳天皇の女御の病気が快癒したからであるとも、清和天皇の后の病気平癒祈祷で草履履きのまま参内したからとも伝聞される。

## 十万枚大護摩供
千日回峰行満行者には「十万枚大護摩供」を行う資格が与えられる。十万枚大護摩供とは8日間、断食・断水・不眠・不臥で護摩木を十万本以上焚く荒行である（その修業の厳しさから「火あぶり地獄」とも称される）。
行者は、不動明王に供える米・大豆・小豆・大麦・小麦の五穀と塩を100日間摂取しない「前行」を行う。また入行前に「生き葬式」をしてこれに臨む。

## 沿革
平安時代に相応が始めたとされ、この行を2回終えた者は酒井雄哉を含み3人、3回終えた者は1人、4回終えた者は居ない。

### 千日回峰行者
グレゴリウス暦1900年以降の達成者を記す。比叡山延暦寺の焼き討ちにより史料等が消失しているため、人目はグレゴリウス暦1585年以降の人数を記す。
※年月日は満行日
| 人目 （天正以降） | 名前       | 年月                       | 出典         |
| ----------------- | ---------- | -------------------------- | ------------ |
| 1                 | 好運       | 1585年（天正13年7月6日）   | [ 9 ]        |
| 2                 | 慶俊       | 1590年（天正18年9月）      | [ 9 ]        |
| 3                 | 幸運       | 1633年（寛永10年9月）      | [ 9 ]        |
| 4                 | 栄範       | 1670年（寛文10年9月）      | [ 9 ]        |
| 5                 | 公純       | 1683年（天和2年10月3日）   | [ 9 ]        |
| 6                 | 憲海       | 1687年（貞享4年10月）      | [ 9 ]        |
| 7                 | 広海       | 1710年（宝永7年10月14日）  | [ 9 ]        |
| 8                 | 正徧       | 1746年（延享3年8月28日）   | [ 9 ]        |
| 9                 | 法珍       | 1754年（宝暦4年8月16日）   | [ 9 ]        |
| 10                | 慧航       | 1756年（宝暦6年閏9月19日） | [ 9 ]        |
| 11                | 義厳       | 1758年（宝暦8年8月29日）   | [ 9 ]        |
| 12                | 湛孝       | 1768年（明和5年8月21日）   | [ 9 ]        |
| 13                | 尭詮       | 1774年（安永3年8月29日）   | [ 9 ]        |
| 14                | 寂潤       | 1780年（安永9年9月1日）    | [ 9 ]        |
| 15                | 覚純       | 1781年（天明元年9月3日）   | [ 9 ]        |
| 16                | 憲雄       | 1783年（天明3年9月1日）    | [ 9 ]        |
| 17                | 慈範       | 1790年（寛政2年9月21日）   | [ 9 ]        |
| 18                | 貞剛       | 1791年（寛政3年9月16日）   | [ 9 ]        |
| 19                | 聖諦       | 1793年（寛政5年9月10日）   | [ 9 ]        |
| 20                | 尭諄       | 1799年（寛政11年8月28日）  | [ 9 ]        |
| 21                | 真超       | 1800年（寛政12年8月22日）  | [ 9 ]        |
| 22                | 尭覚       | 1821年（文政4年8月27日）   | [ 9 ]        |
| 23                | 覚道       | 1823年（文政6年9月24日）   | [ 9 ]        |
| 24                | 徧典       | 1831年（天保2年8月21日）   | [ 9 ]        |
| 25                | 観達       | 1834年（天保5年8月12日）   | [ 9 ]        |
| 26                | 尭海       | 1835年（天保6年閏7月25日） | [ 9 ]        |
| 27                | 昭順       | 1836年（天保7年8月21日）   | [ 9 ]        |
| 28                | 真湛       | 1839年（天保10年8月21日）  | [ 9 ]        |
| 29                | 願海       | 1853年（嘉永6年9月10日）   | [ 9 ]        |
| 30                | 豪俊       | 1860年（万延元年8月11日）  | [ 9 ]        |
| 31                | 大椙覚宝   | 1864年（元治元年8月10日）  | [ 9 ]        |
| 32                | 晃順       | 1865年（慶応元年9月22日）  | [ 9 ]        |
| 33                | 中山玄親   | 1886年（明治19年）12月22日 | [ 9 ]        |
| 34                | 叡南覚忍   | 1903年（明治36年）9月15日  | [ 9 ]        |
| 35                | 正井観順   | 1905年（明治38年）10月16日 | [ 9 ]        |
| 36                | 奥野玄順   | 1918年（大正7年）10月2日   | [ 9 ] [ 10 ] |
| 37                | 箱崎文応   | 1940年（昭和15年）9月26日  | [ 9 ] [ 10 ] |
| 38                | 叡南祖賢   | 1946年（昭和21年）9月19日  | [ 9 ] [ 10 ] |
| 39                | 葉上照澄   | 1953年（昭和28年）9月18日  | [ 10 ]       |
| 40                | 勧修寺信忍 | 1954年（昭和29年）9月16日  | [ 10 ]       |
| 41                | 叡南覚照   | 1960年（昭和35年）         | [ 10 ]       |
| 42                | 小林栄茂   | 1961年（昭和36年）         | [ 10 ]       |
| 43                | 宮本一乗   | 1962年（昭和37年）         | [ 10 ]       |
| 44                | 光永澄道   | 1970年（昭和45年）         | [ 11 ]       |
| 45                | 叡南俊照   | 1979年（昭和54年）         |              |
| 46                | 酒井雄哉   | 1980年（昭和55年）10月     |              |
| 47                | 光永覚道   | 1990年（平成2年）          |              |
| 48                | 上原行照   | 1994年（平成6年）10月18日  |              |
| 49                | 藤波源信   | 2003年（平成15年）9月18日  | [ 12 ]       |
| 50                | 光永圓道   | 2009年（平成21年）9月      | [ 13 ]       |
| 51                | 釜堀浩元   | 2017年（平成29年）9月21日  | [ 14 ]       |

### 二千日回峰行者
- 1910年11月23日：正井観順[15]
- 1926年：奥野玄順
- 1987年7月：酒井雄哉

### 三千日回峰行者
- 不達成：正井観順 - 1913年9月18日に通算2555日で死亡[15]。
- 1934年：奥野玄順[16]